# Ordre de bataille confédéré de la bataille de l'Île numéro 10
Les unités et les commandants de l'armée confédérée suivants ont combattu lors de la bataille de l'Île numéro 10 au cours de la guerre de Sécessions. L'ordre de bataille est établi à partir des rapports officiels. L'ordre de bataille unioniste peut être consulté ici.

## Abréviations utilisées

### Grade militaire
- MG = Major-général
- BG = Brigadier général
- Col = Colonel
- Ltc = Lieutenant-colonel
- Maj = Commandant
- Cpt = Capitaine
- Lt = Lieutenant

### Autre
- (b) = blessé
- mb = mortellement blessé
- † = tué

## Forces à Madrid Bend, 28 février - 17 mars 1862
BG John P. McCown

### Garnison de New Madrid
BG Alexander P. Stewart
| Post                               | Régiments et les autres |
| ---------------------------------- | --- |
| Fort Thompson Col Edward W. Gantt  | - 11th Arkansas : Col Jabez M. Smith - 12th Arkansas : Ltc W. D. S. Cook - Compagnie d'artillerie lourde d'Upton - Compagnie d'artillerie lourde de Stewart : Cpt J. W. Stewart                        |
| Fort Bankhead Col Lucius M. Walker | - 5th Tennessee : Col William E. Travis - 40th Tennessee : Col C. C. Henderson - 1st Alabama, Tennessee et Mississippi : Col Alpheus Baker - Batterie du Tennessee de Bankhead : Cpt Smith P. Bankhead |

### Garnison de l'lle N ° 10
| Brigade                              | Régiments et autres |
| ------------------------------------ | --- |
| Brigade de Neely Col Rufus P. Neely  | - 12th Louisiana : Col Thomas M. Scott - 4th Tennessee : Col Rufus P. Neely - 31st Tennessee : Col W. M. Bradford |
| Brigade de Marks Col Samuel F. Marks | - 11th Louisiana : Col Samuel F. Marks - 5th Louisiana Battalion : 5th Louisiana Battalion : Col J. G. Kennedy |
| Brigade de Stewart                   | - 4th Arkansas Battalion : Ltc Francis A. Terry - 55th Tennessee : Col Alexander J. Brown |
| Non embrigadé                        | - 46th Tennessee : Col. John M. Clark |
| Cavalerie                            | - Haywood's Tennessee Company - Hudson's Mississippi Squadron - Neely's Tennessee Company : Cpt J. J. Neely - Wheeler's Tennessee Company |
| Artillerie BG James Trudeau          | - Jackson's Tennessee Company : Cpt Andrew Jackson, Jr. - Sterling's Tennessee Company : Cpt Robert Sterling - Humes's Tennessee Company : Cpt William Y.C. Humes - Hoadley's Arkansas Company : Cpt Frederick W. Hoadley - Jones's Tennessee Company : Cpt W. C. Jones - Dismuke's Arkansas Company : Cpt Paul T. Dismuke - Fisher's Tennessee Company : Cpt James A. Fisher - Johnston's Tennessee Siege Battery (Southern Guards) : Cpt Thomas Johnston - Rucker's Company : Cpt Edmund W. Rucker - Pointe Coupee (Louisiana) Artillery : Cpt Richard A. Stewart |

## Les Forces à Madrid Bend, 19 mars-7 avril 1862
MG John P. McCown
BG William W. Mackall
| Brigade                              | Régiments et autres |
| ------------------------------------ | --- |
| Première brigade BG Lucius M. Walker | - 46th Tennessee : Col John M. Clark - 40th Tennessee : Ltc C. C. Henderson - 1st Alabama : Col Isaiah G. W. Steedman - 1st Alabama, Tennessee, & Mississippi : Col Alpheus Baker |
| Deuxième brigade BG Edward W. Gantt  | - 11th Arkansas : Col Jabez M. Smith - 12th Arkansas : Ltc W. D. S. Cook - 4th Arkansas Battalion : Ltc Francis A. Terry - 55th Tennessee : Col Alexander J. Brown |
| Cavalry                              | - Hudson's Mississippi Squadron - Wheeler's Tennessee Company |
| Artillery BG James Trudeau           | - Upton's Tennessee Company - Stewart's Tennessee Company : Cpt J. W. Stewart - Jackson's Tennessee Company : Cpt Andrew Jackson, Jr. - Sterling's Tennessee Company : Cpt Robert Sterling - Humes's Tennessee Company : Cpt William Y. C. Humes - Hoadley's Arkansas Company : Cpt Frederick W. Hoadley - Jones's Tennessee Company : Cpt W. C. Jones - Dismuke's Arkansas Company : Cpt Paul T. Dismuke - Fisher's Tennessee Company : Cpt James A. Fisher - Rucker's Company : Cpt Edmund W. Rucker - Johnston's Tennessee Siege Battery (Southern Guards) : Cpt Thomas Johnston |

## Flottille du Mississippi de la marine confédérée
Contre-amiral George N. Hollins
| Navires                                                       |
| ------------------------------------------------------------- |
| C.S.S. McRae Lt Thomas B. Huger                               |
| C.S.S. Livingston Capitaine de frégate R. F. Pinkney          |
| C.S.S. General Polk Capitaine de corvette J. H. Carter        |
| C.S.S. Pontchartrain Capitaine de corvette John W. Dunnington |
| C.S.S. Marapaus Lt Joseph Fry                                 |
| C.S.S. Jackson Lt. F. B. Renshaw                              |
| C.S.S. Ivy                                                    |
| C.S.S. New Orleans Lt Samuel W. Averett                       |